# Gymnophthalmus
Gymnophthalmus es un género de pequeños lagartos que pertenecen a la familia Gymnophthalmidae.

## Especies
El género Gymnophthalmus se compone de las siguientes especies:
- Gymnophthalmus cryptus Hoogmoed, Cole & Ayarzaguena, 1992
- Gymnophthalmus leucomystax Vanzolini & Carvalho, 1991
- Gymnophthalmus lineatus Linnaeus, 1758
- Gymnophthalmus pleei Bocourt, 1881
- Gymnophthalmus speciosus Hallowell, 1861
- Gymnophthalmus underwoodi Grant, 1958
- Gymnophthalmus vanzoi Carvalho, 1999